# Bazilika svetog Antuna u Padovi
Bazilika Svetog Antuna (tal. Basilica di Sant'Antonio da Padova) je glavni padovanski spomenik, jedno od najvećih remek-djela svjetske umjetnosti i jedno od najposjećenijih kršćanskih svetišta.
Autor ove bazilike, čija je izgradnja započela 1232. godine u slavu Svetog Antuna Padovanskog koji je umro u Padovi 1231. godine, je nepoznat. U svom glavnom dijelu bazilika je dovršena krajem 12. stoljeća. Bazilika ima impozantne strukture romaničkog stila, dok čitav apsidalan dio, vitak s devet kapelica u polukrugu, pripada gotičkom stilu. Duga je 115 metara, u najvećem rasponu je široka 55 metara, a unutarnja visina doseže 38,50 m; nad njom se izdiže 8 kupola, 2 zvonika i 2 vitka tornjića; dva srodna zvonika dosižu visinu od 68 m.

## Unutrašnjost
Svečeva je bazilika izgrađena u obliku latinskog križa, a podijeljena je na tri lađe sa širokom i kratkom poprečnom lađom. Bočne se lađe produljuju u hodnik koji okružuje prezbiterij. Velik je i broj grobnih spomenka podignutih u čast vojskovođa, učenjaka i crkvenih osoba. S unutarnje strane pročelja ističe se velika freska Petra Anningonija (1985.) koja predstavlja Svetog Antuna na orahu u trenutku propovijedanja. Na prvom stupu slijeva nalazi se «Gospa s Djetićem» Stjepana iz Ferrare (1350.). Prvi oltar u lijevoj lađi posvećen je Sv. Maksimilijanu Kolbeu, mučeniku koncentracijskog logora u Auschwitzu. Oltarna slika, djelo Petra Annigonija (1981.) predstavlja žrtvu poljskog franjevca.

## Kapelice

### Svečeva kapela
Pretpostavlja se da je arhitekt Svečeve kapele bio T. Lombardo. Na njoj su radili najveći renesansni venecijanski kipari. Uzduž zidova se nalazi devet mramornih reljefa koji prikazuju događaje iz života Svetog Antuna i njegova čudesa: «Redovničko oblačenje sv. Antuna» (A. Minello, 1512.), «Ljubomoran muž bodežom ranjava ženu» (G. Rubino i S. Cosini, 1529.), «Sv. Antun uskrisuje mladića» (D. Cattaneo i G. Campagna, 1577.), «Uskrisenje utopljene djevojke» (Jakov Sandovino, 1563.), «Sv. Antun uskrisuje utopljeno dijete» (A. Minello i J. Jansovino, 1534.), «Čudo lihvareva srca» (T. Lombardo, 1525.), «Čudo odsječene i iscijeljene noge» (T. Lombardo, 1525.), «Bačena čaša ostaje čitava» (G. Mosca i P. Stella, 1520. – 1529.), «Novorođenče svjedoči majčinu neporočnost» (A. Lombardo, 1505.)
U središtu se izdiže oltar-grob sv. Antuna koji je djelo Ticijana Aspettija s kraja 16. stoljeća, a na stranama ima dva velika srebrna svijećnjaka iz 17. stoljeća.

### Gospina kapelica
Gospina kapelica je preostali dio negdašnje crkve Svete Marije koju je padovanski biskup Jakov darovao sv. Antunu 1229. godine. Tu je sv. Antun slavio misu, ispovjedao i propovijedao. Na tom mjestu je i pokopan i na tom su mjestu se nalazili njegovi posmrtni ostatci do 1263. godine. Na zidovima se nalaze razne freske iz 13. i 14. stoljeće, koje nisu danas baš u dobrom stanju. U kapelici se nalazi i gotički kip francuskog umjetnika Rinaldina Puydarrieuxa s kipom presvete Djevice.

### Kapelica blaženog Luke Belludija
U ovu kapelicu se ulazi sa sjeverne strane Gospine kapelice. U njoj se nalaze razne freske autora Just de' Menabuoija (1382.), te sarkofag koji služi kao oltar, a u kojem počivaju posmrtni ostatci blaženog Luke, učenika sv. Antuna.

### Kružne kapelice
Kružne kapelice dobile su takvo ime jer su u udubinama abside poredane u obliku polukruga. Izuzev središnje kapelice, sve su oslikane krajem 19. i početkom 20. stoljeća. S lijeva na desno kapelice su poredane sljedećim redom:
1. Kapelica svetog Josipa – s uljanim freskama Ermolaoa Paolettija (1896.)
2. Kapelica svetog Franje – fresko-slike svoda i luneta autora Adolfa de Carolisa (1928.); na zidovima autora Ubalda Oppija (1939.)
3. Austro-ugarska kapelica – posvećena svetom Leopoldu Bogdanu Mandiću – fresko slike Gerarda Fugela (1905.)
4. Poljska kapelica – posvećena svetom Stanislavu – freske Tadeja Popiela (1899.)
5. Kapelica relikvija (svetih moći) – u njoj se čuvaju brojne povijesne dragocjenosti i zavjetni predmeti sa svetim moćima svetišta u umjetničkim relikvijarima. Podignuta je potkraj 17. stoljeća u baroknom stilu po nacrtu arhitekta i kipara Filipa Parodija. U tri su niše izložene desetine moćnika, kaleži, zavjetni predmeti, autografi svetaca i slično.
6. Kapelica svetog Stjepana Prvomučenika – freske Ljudevita Seitza (1908.)
7. Njemačka kapelica – posvećena svetom Bonaficiju – freske Martina Feuersteina (1907.)
8. Američka kapelica – posvećena svetoj Ruži Limskoj – freske Blaža Biagettija (1914.)
9. Kapelica blagoslova (nekada svete Katerine Aleksandrijske) – u njoj jedan svećenik prihvaća hodočasnike i dijeli blagoslove osobama ili nabožnim predmetima – fresko-slike Petra Annigonija

### Kapelica svetog Jakova
Nalazi se nasuprot kapelice Svečeva groba i jedna je od remek-djela talijanskog trečenta (četrnaesto stoljeće). Podigao ju je, kao obiteljski kapelicu, Bonificije Lupi 1372. godine prema nacrtu Mlečanina Andriola de Santija. Freskama ju je oslikao Altichiero iz Verone, najveći talijanski slikar kasnoga trečenta. Na pozadini, koja je podijeljena na tri dijela, ističe se «Raspeće». Na krajnjim stranama istoga zida nalaze se dva groba obitelji koje su naručile kapelicu. U gornjim lunetama i na pokrajnim zidovima prikazane su epizode iz legende o svetom Jakovu, zaštitniku Španjolske. S desne strane prolazi se kroz kapelice Presvetog Srca i dolazi do kapelice Presvetog Sakramenta.

### Kapelica Presvetog Sakramenta
Podignuta je 1457. godine u gotskim stilu za smještaj grobova Gattamelate i njegove obitelji. U njoj se nalaze sarkofazi Erazma Gattamalete i njegova sina Ivana Antuna, te skulpture Grgura d'Allegreta (1458.) 1651. godine preuređena je u kapelicu Presvetog Sakramenta. Bogata je suvremenim dekoracijama čiji je autor Ljudevit Pogliaghi (1927. – 1936.) koji je želio uzveličati Euharistijsko otajstvo. U tu je svrhu prosuo mramor, broncu i umjetnička djela. Nasuprot oltaru, na pilastri, vidi se slika na platnu «Mučeništvo svete Agate» G. B. Tiepola (1736.)

### Prezbiterij i Glavni oltar
Iz kapelice Presvetog Sakramenta skreće se prema središtu crkve, a zatim prema glavnom oltaru i prezbiteriju ograđenom elegantno balustradom (krase je četiri brončana kipa Ticijana Aspettija). Tu dominiraju djela Donatella koja zajedno čine najznamenitije umjetničko djelo bazilike.
Suvremen raspored skulptura na oltaru i oko njega djelo je Kamila Boita (1895.), kojemu pripada i nacrt sadašnjeg uređenja glavnog oltara. Nad svime dominira «Propelo» (1446.) pod kojim se pruža «lik Gospe». Sa strane se nalazi šest kipova: svetog Franje, svete Justine, svetog Ljudevita Anžuvinskog, svetog Antuna, Daniiela i Prozdočima (prvog padovanskog biskupa). Ostala brončana djela predstavljaju čudesa svetog Antuna, simbole Evanđelista, anđele koji pjevaju i sviraju, te «Mrtvi krist» koji se nalazi između dva tužna anđela.
Na poleđini oltara «Isusovo polaganje u grob» se s lijeve strane izdiže brončani «Svijećnjak», djelo Andrije Briosca (1515.) koji po svojim dimenzijama i umjetničkoj vještini se smatra najljepšim svijećnjakom na svijetu. U pokrajne zidove prezbiterija umetnuto je dvanaest pločica s događajima iz Staroga zavjeta (B. Bellano 1588. i A. Briosco 1507.) Na lukovima gdje se ulazi u prezbiterij oslikani su franjevački sveci.

## Samostan i klaustri
S južne strane bazilike nalazi se franjevački samostan, koji se, polazeći od malog i siromašnog prebivališta svetog Antuna, vremenom sve više razvijao. Dijeli se na razne zgrade koje karakterizira pet prostranih trijemova i klaustra: Raja, Magnolije, Novicijata, Generala i Muzeja. 
U samostanu su stoljećima živjeli redovnici slavni po svetosti, kulturi i važnim ulogama koje su imali u Katoličkoj crkvi. U njemu je odgajan i budući papa Siksto IV.  (15. stoljeće), a za vrijeme hodočašća tu su se zadržavali pape Pio VI. i Pio VII.

## Vanjski izgled bazilike
Brončana vrata djelo su C. Boita (1895.); a nad njima se u luneti nalazi kopija djela Am Mantegne (1452.), čiji se original čuva u samostanu. Kip svetog Antuna iznad lunete, također je kopija djela francuskog autora Rinaldina. Prostor pred bazilikom nekada je služio kao groblje, a tome svjedoče i neke preostale grobne ploče. Danas tim prostorom dominira kip vojskovođe E. Gattamelate iz Narnija što ga je u bronci modelirao i izlio Donatello.

## Vanjske poveznice
- Službena web stranica  Arhivirana inačica izvorne stranice od 30. siječnja 2016. (Wayback Machine) (tal.) (engl.) (šp.) (njem.)
- Sveti Antun Padovanski  Arhivirana inačica izvorne stranice od 27. rujna 2007. (Wayback Machine)